# Honiatycze-Kolonia
Honiatycze-Kolonia – wieś w Polsce położona w województwie lubelskim, w powiecie hrubieszowskim, w gminie Werbkowice.
W latach 1975–1998 miejscowość administracyjnie należała do województwa zamojskiego. 
Wieś stanowi sołectwo gminy Werbkowice. Według Narodowego Spisu Powszechnego z roku 2011 wieś liczyła 151 mieszkańców i była 22. co do liczby ludności miejscowością gminy.
Wierni Kościoła rzymskokatolickiego należą do parafii Wniebowzięcia Najświętszej Maryi Panny w Honiatyczach.